# Kryterium Jury
Kryterium Jury, kryterium stabilności Jury – kryterium podobne do kryterium stabilności Hurwitza, z tą różnicą, że może być wykorzystywane do analizy stabilności liniowych stacjonarnych układów cyfrowych w dziedzinie Z.
Aby skorzystać z kryterium w celu ustalenia, czy układ cyfrowy jest stabilny, należy sprawdzić czy równanie charakterystyczne dziedziny Z spełnia określone wymagania. Jeśli funkcja nie spełnia jakiegoś wymogu, oznacza to niestabilność, natomiast spełnienie wszystkich wymagań oznacza stabilność. Kryterium stabilności Jury stanowi zarówno konieczny, jak i dostateczny warunek stabilności dla układów cyfrowych.
Niech {\displaystyle D(z)} będzie wielomianem charakterystycznym układu (czyli wielomianem mianownika transmitancji w dziedzinie Z). Kryterium Jury opiera się wyłącznie na wielomianie charakterystycznym. Aby sprawdzić kryterium Jury, należy dla układu sprawdzić kilka mniejszych kryteriów – jeśli którekolwiek z nich nie będzie spełnione, to oznacza, że układ jest niestabilny.

## Sprawdzanie kryteriów
Niech dane będzie równanie charakterystyczne w postaci:
{\displaystyle D(z)=a_{0}+a_{1}z+a_{2}z^{2}+\ldots +a_{N}z^{N}.}
Następujące kryteria określają, czy układ ma jakieś bieguny poza okręgiem jednostkowym (czyli w obszarze niestabilnym). Wartość {\displaystyle N} w poniższych testach określa stopień wielomianu charakterystycznego.
Układ musi spełnić wszystkie poniższe kryteria, aby można go określić stabilnym. Jeśli układ nie spełni któregokolwiek testu, można od razu przerwać badanie – wykonywanie kolejnych testów nie jest potrzebne.

### Zasada 1.
Jeśli {\displaystyle z} równa się 1, to wyjście układu musi być dodatnie:
{\displaystyle D(1)>0.}

### Zasada 2.
Jeśli {\displaystyle z} równa się −1, wówczas musi być spełniony następujący związek:
{\displaystyle (-1)^{N}D(-1)>0.}

### Zasada 3.
Wartość bezwzględna stałego wyrażenia {\displaystyle a_{0}} musi być mniejsza niż wartość najwyższego współczynnika {\displaystyle a_{N}{:}}
{\displaystyle |a_{0}|<a_{N}.}
Jeśli Zasada 1, Zasada 2 i Zasada 3 są spełnione, należy skonstruować szereg Jury (patrz sekcja poniżej).

### Zasada 4.
Gdy został już utworzony szereg Jury, wszystkie następujące relacje muszą być spełnione, aż do końca szeregu:
{\displaystyle |b_{0}|>|b_{N-1}|,}
{\displaystyle |c_{0}|>|c_{N-2}|,}
{\displaystyle |d_{0}|>|d_{N-3}|.}
i tak dalej aż do ostatniego wiersza w szeregu. Jeśli wszystkie te warunki są spełnione, to układ jest stabilny.
Jeśli konstruuje się szereg Jury, można wykonać testy 4. zasady. Jeśli szereg nie spełni tej zasady, w którymś z jej punktów, to można zakończyć wyliczenia szeregu: układ jest niestabilny.

## Szereg Jury
Szereg Jury konstruuje się najpierw przez wypisanie szeregu współczynników, a następnie na wypisaniu kolejnego szeregu z tymi samymi współczynnikami, lecz w odwrotnej kolejności. Na przykład jeśli wielomian jest układem trzeciego rzędu, można napisać pierwsze dwa wiersze szeregu Jury w następujący sposób:
{\displaystyle {\overline {\underline {\begin{matrix}z^{0}&z^{1}&z^{2}&z^{3}&\ldots &z^{N}\\a_{0}&a_{1}&a_{2}&a_{3}&\ldots &a_{N}\\a_{N}&\ldots &a_{3}&a_{2}&a_{1}&a_{0}\end{matrix}}}}}
Teraz, gdy już wypisany został pierwszy rząd współczynników, dodaje się inny wiersz współczynników (użyte zostaną oznaczenia {\displaystyle b} dla tego wiersza i oznaczenia {\displaystyle c} dla następnego wiersza, jak w poprzedniej konwencji) i wylicza wartości niższych wierszy z wartości wyższych wierszy. Każdy nowo dodany wiersz będzie miał o jeden współczynnik mniej niż wiersz przed nim:
{\displaystyle {\overline {\underline {\begin{matrix}1)&a_{0}&a_{1}&a_{2}&a_{3}&\ldots &a_{N}\\2)&a_{N}&\ldots &a_{3}&a_{2}&a_{1}&a_{0}\\3)&b_{0}&b_{1}&b_{2}&\ldots &b_{N-1}\\4)&b_{N-1}&\ldots &b_{2}&b_{1}&b_{0}\\\vdots &\vdots &\vdots &\vdots \\2N-3)&v_{0}&v_{1}&v_{2}\end{matrix}}}}}
UwagaOstatni rząd to rząd {\displaystyle 2N-3,} i zawsze ma 3 elementy. Test nie ma sensu jeśli {\displaystyle N=1,} ale w takim przypadku biegun jest znany.
Gdy już dojdzie się do wiersza z dwoma elementami, można zakończyć konstruowanie szeregu.
Aby wyliczyć wartości wierszy z nieparzystymi numerami, można użyć następujących wzorów. Każdy parzysty wiersz jest równy poprzedniemu wierszowi w odwrotnej kolejności. Wykorzystać można {\displaystyle k} jako arbitralnie dobraną wartość indeksu. Wzory takie mogą być wielokrotnie wykorzystywane dla wszystkich elementów w szeregu:
{\displaystyle b_{k}={\begin{vmatrix}a_{0}&a_{N-k}\\a_{N}&a_{k}\end{vmatrix}}}
{\displaystyle c_{k}={\begin{vmatrix}b_{0}&b_{N-1-k}\\b_{N-1}&b_{k}\end{vmatrix}}}
{\displaystyle d_{k}={\begin{vmatrix}c_{0}&c_{N-2-k}\\c_{N-2}&c_{k}\end{vmatrix}}}
Wzorzec ten może być kontynuowany dla wszystkich niższych wierszy w szeregu, jeśli jest taka potrzeba.